# 林荫茂
林荫茂（1956年—），江苏镇江人，汉族，中华人民共和国政治人物、第十二届全国人民代表大会上海地区代表。
毕业于上海师范学院中文专业。担任上海社会科学院法学研究所副所长。2008年起担任全国人大代表。2013年，被选为全国人大代表。